# GEトランスポーテーション・システム
GEトランスポーテーション・システム（英語: GE Transportation、旧称はGE Rail）は、ゼネラル・エレクトリック社の子会社であるGEテクノロジー・インフラストラクチャの一部門である。 主に鉄道車両、船用エンジン、鉱業製品、掘削用モーター、定置型発電機、エネルギー貯蔵製品の製造を行なっている。主要工場はペンシルベニア州エリーに位置する。

## 鉄道関連製品
GEトランスポーテーション・システムはディーゼル機関車の製造において主要な地位を占める。車両だけではなく、信号機やネットワーク等総合的に供給する。また、関連会社であるGEレールサービスは保守点検も行う。
現在の機関車の主力製品にはGE エボリューション・シリーズも含まれている。2007年春、GEトランスポーテーション・システムは燃費が優れ、排出物を削減したハイブリッド式ディーゼル機関車を発表した。

### 主な取引先
- BNSF鉄道
- カナディアン・ナショナル鉄道
- カナディアン・パシフィック鉄道
- CSXトランスポーテーション
- フェロメックス
- カンザス・シティ・サザン鉄道
- カンザス・シティ・サザン・ド・メキシコ
- ノーフォーク・サザン鉄道
- ユニオン・パシフィック鉄道
- 中華人民共和国鉄道部
- Pilbara Rail（オーストラリア）
- CVRD(ブラジル)
- MRS Logística S.A.(ブラジル)
- アムトラック